# تشيت لام
تشيت لام (بالصينية: 林一峰) هو مغني وكاتب أغاني صيني، ولد في 11 أبريل 1976 في هونغ كونغ في الصين.

## وصلات خارجية
- الموقع الرسمي
- تشيت لام على موقع IMDb (الإنجليزية)
- تشيت لام على موقع ميوزك برينز (الإنجليزية)
- تشيت لام على موقع أول ميوزيك (الإنجليزية)
- تشيت لام على موقع ديسكوغز (الإنجليزية)
- تشيت لام على موقع قاعدة بيانات الفيلم (الإنجليزية)